# 博爾德山鎮區 (伊利諾伊州傑佛遜縣)
博爾德山鎮區（英語：Bald Hill Township）是位於美國伊利諾伊州傑佛遜縣的一個行政鎮區。

## 地方資料
根據2010年美國人口普查的數據，博爾德山鎮區的面積為93.90平方千米，當中陸地面積為93.00平方千米，而水域面積為0.90平方千米。當地共有人口765人，而人口密度為每平方千米8.15人。